# Veggli Station
Veggli Station (Veggli stasjon) var en jernbanestation på Numedalsbanen, der lå ved byområdet Veggli i Rollag kommune i Norge.
Stationen blev åbnet for ekspedition af tog, passagerer og gods 20. november 1927, da banen blev taget i brug. Trafikken på strækningen mellem Rollag og Rødberg, hvor stationen ligger, blev indstillet 1. januar 1989, hvorved stationen blev nedlagt. I dag er det muligt at leje skinnecykler i Veggli og køre på den 32 km lange strækning derfra til Rødberg.
Den toetages stationsbygning blev opført i 1925 efter tegninger af Gudmund Hoel og Bjarne Friis Baastad ved NSB Arkitektkontor. Den har lagt navn til betegnelsen Veggli-typen, idet tilsvarende bygninger er blevet opført med variationer andre steder på banen, en række stationer på Sørlandsbanen samt på Nordlandsbanen.